# 통영 우산 봉수대
통영 우산 봉수대(統營 牛山 烽燧臺)는 대한민국 경상남도 통영시 도산면에 있는 조선시대의 봉수대이다.
2011년 12월 29일 경상남도의 기념물 제279호 통영 우산봉수로 지정되었다가, 2018년 12월 20일 현재의 명칭으로 변경되었다.

## 개요
봉수대란 전망 좋은 산봉우리에 설치한 전근대적 통신수단의 하나로 밤에는 횃불[烽]을 피우고, 낮에는 연기[燧]를 올리는 방식으로 외적의 침입 등 위급한 상황이 발생했음을 알릴 때 사용되었다.
통영 우산봉수대는 조선전기 이전에 축조된 것으로 추정되는 연변봉수(沿邊烽燧)로 이 봉수대가 위치한 봉화산은 조선시대 당시 산등성이의 형세가 소의 등처럼 생겼다하여「우산(牛山)」이라 불렀다.
이 봉수는 왜구의 침범을 경보하고, 주변 해역에서 일어나는 정세를 요망(瞭望)하고자 축조된 것으로 역사성이 깊은 국방유적이다.

## 참고 자료
- 통영 우산 봉수대 - 국가유산청 국가유산포털